# 高等官
高等官（こうとうかん）は、1886年（明治19年）に設けられた官吏の分類の一つで、1890年（明治23年）から明治憲法の下で用いられ1946年（昭和21年）に廃止された。判任官の上位に位置する。

## 高等官の沿革

### 1886年（明治19年）3月高等官官等俸給令・親任・勅任2等・奏任6等
1885年（明治18年）12月22日に内閣職権を定めて太政官制から内閣制に転換した後、1886年（明治19年）2月26日の各省官制通則（明治19年勅令第2号）を定め各省大臣は所部の官吏を統督し奏任官以上の採用・離職は内閣総理大臣を経てこれを上奏するとし、各省大臣は閣議の後に裁可を経るのでなければ定限の他新たに勅奏任官を増加することはできないとした。
同年3月12日に高等官官等俸給令（明治19年勅令第6号）を定めて高等官を設け、これを勅任官と奏任官に分けた。
勅任官の中に親任式を以って叙任する官を設け、これを除く他の勅任官を2等に分け、また奏任官を6等に分けた。高等官の俸給は年俸とした。
従前の太政官制の下では勅任官・奏任官・判任官は同じ官等の枠組みの中にこれを充てていた。しかし、官等の八等・九等には奏任と判任が混在しており、また、官等に拘らず奏任官を判任官の上席とするなど複雑化していたところ、このとき高等官官等俸給令（明治19年勅令第6号）と判任官官等俸給令（明治19年勅令第36号）を別に定めることで、高等官と判任官は別の官等の枠組みをそれぞれ用いることになった。

### 1891年（明治24年）7月高等官任命及俸給令・官等廃止
1889年（明治22年）2月11日に大日本帝国憲法を発布すると、同年12月24日に内閣官制（明治22年勅令第135号）を定め、勅任官及び地方長官の任命及び採用・離職は閣議を経ることになる。
同年12月27日に各省官制通則を改正し、各省大臣は所部の官吏を統督し奏任官以上の採用・離職はこれを奏薦宣行するとし、地方高等官については府県書記官、警部長、島司、郡長の採用・離職は内務大臣、収税長の採用・離職は大蔵大臣がこれを奏薦宣行するとした。
1890年（明治23年）11月29日に施行した大日本帝国憲法の下で、1891年（明治24年）7月24日に高等官任命及俸給令（明治24年勅令第82号）を定めて従前の高等官官等俸給令（明治19年勅令第6号）を廃止する。高等官の任命については勅任官と奏任官に分け、勅任官の中に親任式を以って任ずる官があることは変更ない、ただし文武官の官等を廃止した 。高等官の俸給については官名と等級で定めた。このとき制度は職の繁閑に応じてその俸給を増減し必ずしも官等の高下によって俸給を増減しない精神によるものであった。

### 1891年（明治24年）11月文武高等官官職等級表・等級10等
同年11月14日に文武高等官官職等級表（明治24年勅令第215号）を定めて高等官の官職を10等の等級に分け、勅任は一等から三等までとし、奏任は四等から十等までとした。
文武官の官等を廃止してからわずか3か月で文武高等官官職等級表を設けたのは11月3日の天長節を多分に意識したものであり、宮中席次の秩序を保つために必要とされていたからである。
同年12月22日に宮中儀式上席次を改定している。
この高等官の官職の等級は位階については叙位進階内則で叙位の規準として用いられ、また勲章についても叙勲内則で叙勲の規準として用いられた。
しかし、高等官任命及俸給令（明治24年勅令第82号）で官等を廃止したため、等級を定めるにあたっては俸給だけを基準にせざるを得ず本来の精神は却って失われることになる。
文武官の官等を廃止した際に陛叙基準の規定も失われたため俸給の増加に伴い自然と等級が進むことになるが、これが望ましくないことと認識された。

### 1892年（明治25年）11月高等官官等俸給令・親任・官等9等
1892年（明治25年）11月12日に高等官官等俸給令（明治25年勅令第96号）で再び官等を定めて、従前の高等官任命及俸給令（明治24年勅令第82号）及び文武高等官官職等級表（明治24年勅令第215号）を廃止した。
親任式を以って任ずる官を除き他の高等官を9等に分け、親任式を以って任ずる官及び一等官・二等官を勅任官とし、三等官から九等官までを奏任官とした。
官等と俸給とはその基準は必ずしも同じではないことから、高等官官等俸給令（明治25年勅令第96号）では官等・俸給は各自その当然の基準によって発達させることを目的として、俸給に於いては明治24年の制度を受け継ぎ官等に於いては明治24年の改革以前の官制を基準にした。
これに伴い、文武官叙位進階内則を改定して官等を叙位の規準とし、叙勲内則を改定して官等を叙勲の規準とした。

### 1946年（昭和21年）4月官吏任用叙級令・高等官廃止
1945年（昭和20年）のポツダム宣言受諾の後、連合国軍占領下の1946年（昭和21年）4月1日に官吏任用叙級令（昭和21年勅令第190号）を公布・施行して親任式を以て任ずる官を除く他の官を分けて一級、二級及び三級とし、このときに高等官官等俸給令の廃止等が行われて、「高等官」は「一級又ハ二級ノ官吏」に改められた。
また、1947年（昭和22年）5月3日に日本国憲法を施行したときに、これまでの大日本帝国憲法第10条の天皇による官吏任命権に代わって日本国憲法第15条に適合するように官吏任用叙級令の一部を改正する等が行われて、この際に現に効力を有する他の命令の規定の中の高等官に関する規定は、別段の規定がある場合を除いては、一級又は二級の官吏に関する規定とされた。

## 大日本帝国憲法下の官吏

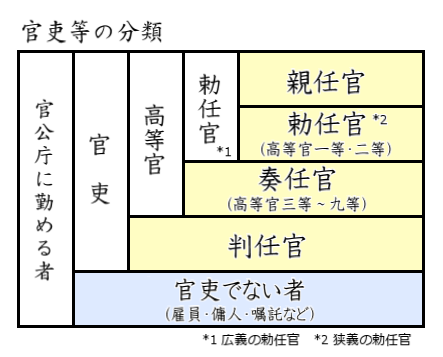
高等官は、官吏のうち、親任官・勅任官・奏任官を指す。

日本国憲法の下では、国の職員を全て国家公務員と呼ぶのに対し、大日本帝国憲法の下では、国の職員を官吏とそれ以外の者（雇員、傭人、嘱託など）とに身分的に区別した。
官吏は、公法上の特別権力関係に基づき、忠順無定量の勤務に服し、厚い身分保障と特権（俸給や恩給の支給など）を伴った。官吏は、天皇が直接または間接に任官大権（大日本帝国憲法第10条）に基づいて任命し、具体的な任命のあり方に応じて、親任官、勅任官、奏任官および判任官の身分的区分が定められた。このうち、親任官、勅任官および奏任官は、高等官とされた。
高等官には、文官と武官の区分があった。任用については、文官は高等文官試験に合格した者を任用する方法が、武官は陸軍士官学校・海軍兵学校を卒業した者を任用する方法が、それぞれ主流である。ただし、文武官とも、判任官から昇進した者を任用する方法もあった。

### 親任官
親任官は、高等官の最上位であり、官吏の最高位でもあった。親任官は天皇が直接任命する形式を採り、官記（辞令）には天皇の署名である御名御璽とともに、内閣総理大臣が副署した。
親任官にあたる職には、内閣総理大臣、企画院総裁、情報局総裁、技術院総裁、国務大臣、軍事保護院総裁、特命全権大使、行政裁判所長官、朝鮮総督、朝鮮政務総監、台湾総督、東京都長官、枢密院議長、枢密院副議長、枢密顧問官、検事総長、会計検査院長、陸軍大将、海軍大将などが親任官にあたる。親任官は天皇が親任式を以ってこれを任ずることになっており、現行制度の認証官は任命権者がこれを任免する際に天皇がその任免を認証することになっている。

### 勅任官
勅任官は、上位の高等官で親任官をこれに含む。親任官を除く外の高等官を9等に分け、親任官及び一等官・二等官を勅任官とした。親任官を除く外の勅任官は内閣総理大臣が記名した官記を交付したが、併せて御璽も押印した。
親任官を除く外の勅任官にあたる職としては、文官の内閣書記官長、法制局長官、賞勲局総裁、企画院次長、情報局次長、技術院次長、特許庁長官、各省次官、防空総本部次長、専売局長官、帝国大学総長、官立大学長、軍事保護院副総裁、食糧管理局長官、通信院総裁、気象技監、特命全権公使、大使館参事官、大使館商務参事官、行政裁判所評定官、東京都次長、警視総監、各府県知事、貴族院書記官長、衆議院書記官長、南洋庁長官、北海道庁長官、樺太庁長官、武官の中将と少将などがある。1891年（明治24年）7月以後の高等官の俸給に関する制度では従前の官等に応じた等級俸から職給俸に改めて、特に勅任官並びに勅任及び奏任の局長の俸給ついては官職毎にその年俸を指定しており、現行制度における指定職では職務給の理念に沿って官職毎に給与を定めている。

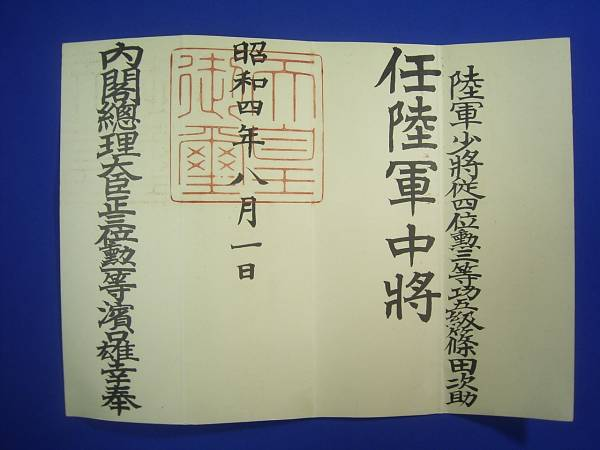
陸軍中将の辞令書（御璽が押印されている）

昭和21年の高等官官等俸給令の廃止等により一級官吏となった。

#### 親補職
親補職とは、終身官である陸海軍将校について定められたもので、同じく終身官である司法官にも設けられた。武官に於いては親任官である陸海軍大将若しくは勅任官（高等官一等）である陸海軍中将をもってこれにあてることができる職である。実際には、おおむね陸海軍中将が親補されていた。例外としては陸軍中将を以って充てる職となっている師団長であるが、これは平時における最大の編制単位として天皇に直隷するため、親補することになっていた。
陸海軍将校は終身官でありその官階を理由なく失うことはないことから、親任官たる陸海軍大将は異動した場合や退役した場合でも親任官のままであるのに対して、親補職はその職にある間に限って親任官としての待遇を受け、異動して親補職以外の職についた場合や退役した場合には、元の勅任官としての待遇に戻された。
親補職にあたる武官の職としては、参謀総長、軍令部総長、教育総監、総軍総司令官、師団長などがある。

### 奏任官

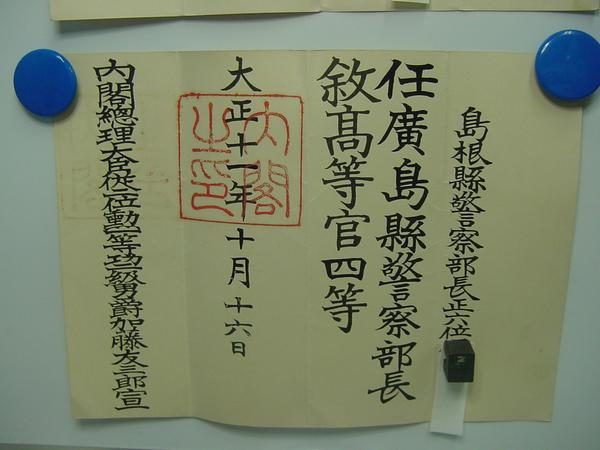
高等官四等（広島県警察部長）の辞令書

奏任官は、高等官のうち三等官から九等官までとした。内閣総理大臣の奏薦または内閣総理大臣を経由した主任大臣の奏薦により、天皇の裁可を得て、任命する形式を採った。武官では大佐から少尉までが奏任官とされた。
昭和21年の高等官官等俸給令の廃止等により二級官吏となった。

### 高等官の任用
文官は、高等文官試験（高文）に合格して採用されるのが基本であるが、勤務期間や成績により判任官から昇任することも可能であった。
武官は、陸軍士官学校・陸軍航空士官学校や海軍兵学校・海軍機関学校といった軍学校（補充学校）を卒業して任用されるのが一般的である。ただ、判任官に相当する准士官（准尉など。陸軍では将校待遇）や下士官（曹長など）や、国民の義務たる徴兵にて補充されるため官吏に当たらない兵から昇任する方法もある。
昇任により任用する場合の例としては次のようなものがある。陸軍では、少尉候補者や甲種幹部候補生などを経て、少尉（高等官八等：奏任）に任用した。海軍では、勤務期間と成績により准士官・下士官を経て、特務少尉（高等官八等：奏任）に任用した。
なお、高等商船学校出身の海軍予備員たる海軍将校も召集中か否かに関わらず、任官と同時に高等官になった。

### その他
- 官庁には「高等官食堂」と「判任官食堂」があった。地方庁では、見習いは高等官食堂に入った。属（見習い）として採用されても高等文官試験に通ると辞令を待たずに「高等官食堂」を利用できた。
- 高等官と判任官とでは机の大きさと椅子の構造まで違った。
- 高等官は年俸、判任官は月給。所属の官庁により、また職により給与の額は異なっていた。本給の他に様々な手当が加算された。
- 高等官三等（奏任官）から二等（勅任官）に上がれるかが、高文官僚の人生の分かれ道だった。高等官三等は「三丁目一番地」と呼ばれ、重要視された。
- 文部省内の高等官に限り、直轄学校の教授を三年以上すれば文部書記官になる資格が認められていた。
- 戦前の国鉄は、鉄道省の直営事業で、現業の鉄道職員も公務員であった。現業員は吏員と呼ばれ、官吏とは見なされなかったが、大都市や地方鉄道局が所在するなど、一等駅の駅長は高等官であった。初代東京駅長の高橋善一は高等官三等一級であった。
また鉄道省のような現業機関が巨大な組織では、専門職を官吏定員外で外部採用する必要があり、例として東京ステーションホテル（当時名・東京鉄道ホテル）支配人であった剣持確麿は「高等官待遇嘱託」という立場で遇されていた。
- 大きな神社の宮司は高等官であった。勅任官、奏任官、判任官に分かれて、お祭の時の祭服は色が違った。勅任官は黒、奏任官は赤、判任官は空色であった。宮中の式などに出る場合は、祭服は着ずに金モールの文官大礼服を着た。